# Епархија рашко-призренска у егзилу
Епархија рашко-призренска у егзилу је верска заједница у Србији, која је настала након свргавања владике Артемија. Део свештенства и верника Епархије рашко-призренске се није повиновао одлуци СПЦ и оснивају ово владичанство, које се у званичном православљу сматра неканонским. Њен оснивач и до 21. новембра 2020. године верски поглавар био је рашчињени епископ Артемије (Радосављевић).

## Историја
Епархија рашко-призренска у егзилу започета је 3. јуна 2010, када је касније рашчињени и из Српске православне цркве искључени бивши епископ рашко-призренски Артемије (Радосављевић) протеран са Косова и Метохије, а већи део монаштва ове епархије кренуо за њим.
Епархија рашко призренска у егзилу данас има више од 45 катакомбалних манастира и скитова широм света.
2015. године, Српска православна црква је у саопштењу Епархију рашко-призренску у егзилу назвала "сектом артемита".
2017. године, епархија је одржала мисију у Јоханезбургу у Јужној Африци.
16. маја 2021. на Светој архијерејској Литургији у храму Пресвете Богородице Тројеручице у Мушветама код Златибора, устоличен је нови поглавар Ксенофонт Томашевић.
Епархија тренутно има 3 хорепископа, старорашког и лозничког Г.Г. Николаја, хвостанског и барајевског Г.Г. Наума и новобрдског и панонског Г.Г. Максима.
Седиште епархије је Манастир Нова Никеја у Лелићу код Ваљева.